# Mimetes argenteus
Mimetes argenteus är en tvåhjärtbladig växtart som beskrevs av Richard Anthony Salisbury och Joseph Knight. Mimetes argenteus ingår i släktet Mimetes och familjen Proteaceae. Inga underarter finns listade i Catalogue of Life.